# Georges Cochery

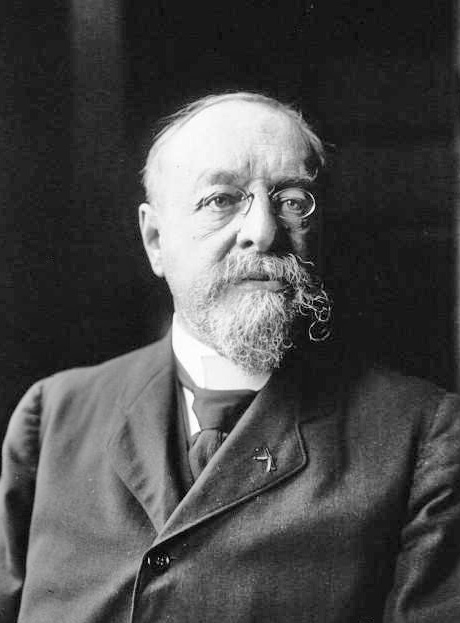
Cochery in 1913

Georges Charles Paul Cochery (Parijs, 20 maart 1855 - Parijs, 10 augustus 1914), was een Frans politicus.

## Biografie
Georges Cochery was de zoon van de politicus Adolphe Cochery. Van 1879 tot 1885 was hij plaatsvervangend President van de Generale Raad (Président du Conseil Général) van het departement Loiret. Van 1885 tot 1914 was hij afgevaardigde van het departement Loiret (kieskring Pithiviers) in de Kamer van Afgevaardigden (Chambre des Députés). Hij was vijf keer voorzitter van de kamercommissie begrotingszaken en in 1896 was hij voorzitter van de kamercommissie financiën. Van 1898 tot 1902 was hij vicevoorzitter van de Kamer van Afgevaardigden.
Georges Cochery volgde in 1900 zijn vader op als President van de Generale Raad van Loiret, hetgeen hij tot zijn dood in 1914 bleef.
Georges Cochery was tot tweemaal toe minister van Financiën:
- 29 april 1896 - 28 juni 1898 in het kabinet-Méline
- 24 juli 1909 - 3 november 1910 in het kabinet-Briand I

Hij overleed op 59-jarige leeftijd.

## Trivia
- Hij bezat een appartement aan de avenue d'Iéna in het 16e arrondissement van Parijs.